# 2108 Otto Schmidt
2108 Otto Schmidt eller 1948 TR1 är en asteroid i huvudbältet, som upptäcktes den 4 oktober 1948 av den ryska astronomen Pelageja Sjajn vid Simeizobservatoriet på Krim. Den har fått sitt namn efter den ryske astronomen Otto Sjmidt.
Asteroiden har en diameter på ungefär 28 kilometer.